# 麗人の歌
「麗人の歌」（れいじんのうた）は、東宝映画『麗人』の主題歌（1946年5月　日本コロムビア A 84）。作詞は西條八十、作曲は古賀政男、歌は霧島昇。
曲中のギター伴奏を行っているのは、作曲した古賀政男自身と弟子の古屋雅章（山本丈晴）である。
コロムビア・オーケストラが演奏する軽音楽として「麗人の歌／悲しき口笛」作曲：古賀政男、編曲：仁木他喜雄（日本コロムビア A 177）も発売された。
(昭和53)1978年7月1日藤圭子が『日本のメロディ古賀まつり』で歌唱。